# Secretaria d'Estat de Funció Pública
La Secretaria d'Estat de Funció Pública d'Espanya és una Secretaria d'Estat de l'actual Ministeri de Política Territorial i Funció Pública. Anteriorment havia estat incorporada al Ministeri d'Hisenda d'Espanya i al desaparegut Ministeri de la Presidència.

## Funcions
La Secretaria d'Estat de Funció Pública és l'òrgan al que li correspon, sota la superior adreça del Ministre de Política Territorial i Funció Pública, la gestió, adreça i impuls de les atribucions ministerials relatives:
- Al règim jurídic de la funció pública, així com la gestió del règim d'incompatibilitats i conflictes d'interessos dels membres del Govern i Alts Càrrecs de l'Administració.
- Al règim retributiu de la funció pública, en coordinació amb la Ministeri d'Hisenda.
- La coordinació de la política de personal entre l'Administració General de l'Estat, les Administracions de les Comunitats Autònomes i de les Ciutats de Ceuta i Melilla, i les Entitats Locals.
- Les funcions de l'Administració General de l'Estat en matèria de funció pública local.
- La convocatòria de proves selectives per a l'accés o integració en els cossos i escales de caràcter interdepartamental adscrits a la Secretaria d'Estat de Funció Pública.[2]
- Les relacions amb les organitzacions sindicals en l'àmbit de l'Administració General de l'Estat; la coordinació d'acords i pactes en relació amb la negociació col·lectiva dels empleats públics de l'Administració General de l'Estat derivades de les taules de negociació de personal funcionari i laboral.
- Impulsar propostes de reforma de l'Administració Pública, tenint en compte en particular les iniciatives que proposin els òrgans, entitats, organismes, organitzacions sectorials i qualssevol altres associacions o entitats públiques o privades.
- L'impuls, la programació i la supervisió de les actuacions en execució de la política de Govern en matèria d'Administració Digital i del foment de l'administració electrònica, especialment el referent al procés de racionalització de les tecnologies de la informació i de les comunicacions, i l'adopció de solucions digitals que permetin la prestació eficient dels serveis públics incloent els serveis públics essencials.[3]
- Avançar en la creació de serveis públics electrònics universals i de qualitat, i si escau transfronterers.
- Promoure, en un marc de corresponsabilitat, la cooperació amb les administracions públiques en matèria d'administració digital, potenciant l'ús dels serveis d'informació titularitat de la Secretària d'Estat per eliminar la bretxa digital, així com el foment de programes d'atenció al ciutadà i, en particular promovent l'ús de plataformes comunes per a la integració dels serveis de les diferents seus electròniques de les administracions públiques.
- La gestió dels assumptes i prestació de serveis que, en matèria d'administració digital, afectin a la Secretaria d'Estat de Política Territorial, incloses les Delegacions i Subdelegacions del Govern, a la Subsecretaria de Política Territorial i Funció Pública i al Comissionat del Govern Davant del Repte Demogràfic.
- Aquelles altres que atribueixi la legislació vigent al Departament en l'àmbit de l'administració electrònica i serveis públics digitals, i la incorporació de les tecnologies de la informació i les comunicacions al Procediment Administratiu Comú.
- La racionalització i modernització de les estructures organitzatives de l'Administració General de l'Estat i dels seus procediments, així com la inspecció de serveis d'aquesta Administració i els organismes públics vinculats o dependents d'ella.
- La política de la reducció de càrregues administratives i la simplificació i millora dels procediments administratius i de la qualitat dels serveis públics, en l'àmbit de l'Administració General de l'Estat.
- El foment dels programes d'atenció al ciutadà i la gestió del Portal de Transparència de l'Administració General de l'Estat.
- L'impuls, la coordinació i el seguiment dels plans de govern obert, en iniciatives orientades al desenvolupament dels principis de la transparència, la participació ciutadana, la rendició de comptes i la col·laboració.
- La coordinació de les unitats d'informació de l'Administració General de l'Estat previstes en l'article 21 de la llei 19/2013, de 9 de desembre, de transparència, accés a la informació pública i bon govern, així com dictar indicacions per a la dinamització i impuls del dret d'accés.
- La formació dels empleats públics.
- El règim del mutualisme administratiu dels funcionaris civils de l'Estat.
- La coordinació, impuls i gestió dels assumptes de caràcter internacional que es produeixin en l'àmbit de la Secretaria d'Estat, sense perjudici de les funcions que corresponguin al Ministeri d'Afers Exteriors, Unió Europea i Cooperació d'Espanya.
- Les relacions amb la professió titulada de gestor administratiu.

## Estructura
De la Secretaria d'Estat de Funció Pública depenen els següents òrgans:
- Secretaria General d'Administració Digital, amb rang de Subsecretaria.
- Direcció general de la Funció Pública.
- Direcció general de Governança Pública.
- Oficina de Conflictes d'Interessos, amb rang de Direcció general.
- Oficina de Planificació Estratègica, amb rang de Subdirecció General

Com a òrgan de suport i assistència immediata a la persona titular de la Secretaria d'Estat existeix un Gabinet, amb nivell orgànic de Subdirecció General.

### Organismes dependents
- L'Institut per a l'Avaluació de Polítiques Públiques.
- La Mutualitat General de Funcionaris Civils de l'Estat.
- L'Institut Nacional d'Administració Pública.
- L'Autoritat Administrativa Independent Consell de Transparència i Bon Govern.

## Llista de Secretaris d'Estat
- José Luis Graullera Micó (1977-1978), en el Ministeri de la Presidència
- Manuel Fraile Crivilles (1978-1979), en el Ministeri de la Presidència
- Serafín Ríos Mingarro (1979), en el Ministeri de la Presidència
- Sebastián Martín-Retortillo y Baquer (1979-1980), en el Ministeri de la Presidència
- Francisco Ramos Fernández-Torrecilla (1982-1986), en el Ministeri de la Presidència
- Teófilo Serrano (1986-1991)
- Justo Zambrana Pineda (1991-1994)
- Constantino Méndez Martínez (1994-1995)
- Eugenio Burriel de Orueta (1995-1996
- Francisco Villar García-Moreno (1996-1999)
- Ignacio González González (1999-2002)
- Julio Gómez-Pomar Rodríguez (2002-2004)
- Francisco Javier Velázquez López (2004-2007). (Com a Secretari General d'Administració Pública)
- Mercedes Elvira del Palacio Tascón (2007-2009)
- Carmen Gomis Bernal (2009-2010). (Com a Secretària d'Estat de Funció Pública), en el Ministeri de la Presidència
- Consuelo Rumí Ibáñez (2010-2011). (Com a Secretària d'Estat de Funció Pública)
- Antonio Beteta Barreda (2011-2016). (Com a Secretari d'Estat d'Administracions Públiques, en el Ministeri d'Hisenda i Administracions Públiques)[4]
- Elena Collado Martínez (2016-2018)[5]
- José Antonio Benedicto Iruiñ (2018-present)[6]